# Canton de Sault
Le canton de Sault est une ancienne division administrative française du département de Vaucluse, en région Provence-Alpes-Côte d'Azur.

## Histoire
Lors de la création des départements en 1790, le canton de Sault fait partie des Basses-Alpes (actuelles Alpes-de-Haute-Provence). En 1793, avec le rattachement des États pontificaux (Comtat Venaissin), il en est détaché pour rejoindre le Vaucluse.
Il est supprimé par le décret du 28 février 2014 qui entre en vigueur à l'issue des élections départementales de mars 2015. Il est englobé dans le canton de Pernes-les-Fontaines.

## Composition
Le canton de Sault comprenait cinq communes :
| Nom               | Code Insee | Intercommunalité | Superficie (km2) | Population (dernière pop. légale) | Densité (hab./km2) |
| ----------------- | ---------- | ---------------- | ---------------- | --------------------------------- | ------------------ |
| Sault (chef-lieu) | 84123      | CC Ventoux Sud   | 111,15           | 1 354 (2014)                      | 12                 |
| Aurel             | 84005      | CC Ventoux Sud   | 28,90            | 201 (2014)                        | 7                  |
| Monieux           | 84079      | CC Ventoux Sud   | 47,12            | 364 (2014)                        | 7,7                |
| Saint-Christol    | 84107      | CC Ventoux Sud   | 46,08            | 1 118 (2014)                      | 24                 |
| Saint-Trinit      | 84120      | CC Ventoux Sud   | 16,66            | 125 (2014)                        | 7,5                |

## Administration

### Conseillers d'arrondissement (de 1833 à 1940)
| Période                                  | Période      | Identité                           | Étiquette | Qualité |
| ---------------------------------------- | ------------ | ---------------------------------- | --------- | --- |
| 1833                                     |              | M. Bernardi                        |           | Ancien chef de bataillon, maire de Monieux                                                                  |
|                                          |              |                                    |           | |
|                                          | 1897 (décès) | Léopold Auguste Pascal (1846-1897) |           | Maitre d'hôtel, adjoint au maire de Sault                                                                   |
|                                          |              |                                    |           | |
|                                          |              | Henri-Alexis Seignon (né en 1863)  | Rad.      | Pharmacien à Sault                                                                                          |
| 1913                                     | 1940         | Léon Jullien                       | Rad.      | |
| 1940                                     |              |                                    |           | Les conseils d'arrondissement ont été suspendus par la loi du 12 octobre 1940 et n'ont jamais été réactivés |
| Les données manquantes sont à compléter. |              |                                    |           | |

### Conseillers généraux de 1833 à 2015
| Période                        | Identité                              | Parti                    | Qualité                                                                 |
| ------------------------------ | ------------------------------------- | ------------------------ | ----------------------------------------------------------------------- |
| 1833-1848                      | Joseph de Morard (1781-1860)          |                          | Notaire, juge de paix - Maire de Sault                                  |
| 1848-1861 (décès)              | Cyprien Jourdan                       |                          | Médecin à Sault, chirurgien aide-major                                  |
| 1861-1864                      | Jean Charles Elzéar Calixte Michaelis |                          | Président du tribunal civil de Carpentras                               |
| 1864-1870                      | Augustin de Morard                    | Droite                   | Notaire, maire de Sault                                                 |
| 1870-1871                      | M. Mistral                            |                          | Membre de la commission départementale                                  |
| 1871-1880                      | Augustin de Morard                    | Droite                   | Notaire, maire de Sault                                                 |
| 1880-1885 (décès)              | Joseph Xavier Jules Carbonel          | Républicain              | Suppléant du juge de paix à Sault                                       |
| 1885-1892                      | Joseph Chauvet                        | Républicain              | Vétérinaire à Sault                                                     |
| 1892-1898                      | Victor Jourdan                        | Républicain              | Maire d'Aurel                                                           |
| 1898-1899 (annulation)         | James-Dyer Mac Adaras                 | Républicain              | Ancien militaire Député des Basses-Alpes (1889-1893)                    |
| 1899-1910                      | Charles Magnan                        | Républicain progressiste | Propriétaire à Sault                                                    |
| 1910-1919                      | Maurice Faujas                        | Rad.                     | Avocat à Carpentras                                                     |
| 1919-1928                      | Henri Lazare                          | Républicain              | Docteur en médecine à Sault                                             |
| 1928-1942 (démission d'office) | Charles Martel                        | Rad.                     | Notaire Adjoint au maire de Sault Révoqué par le Gouvernement de Vichy  |
|                                |                                       |                          |                                                                         |
| 1945-1946 (annulation)         | Henri Bessac (1906-1993)              | SFIO                     | Propriétaire à Sault                                                    |
| 1946-1951                      | Charles Martel                        | Rad.                     | Président du Conseil Général                                            |
| 1951-1982                      | Henri Seignon                         | DVD puis UDF-Radical     | Pharmacien Maire de Sault                                               |
| 1982-1994                      | Fernand Meffre                        | PS                       | Directeur de logements-foyers, maire de Saint-Christol (1959-1995)      |
| 1994-2001                      | Paul Jean                             | DVD                      | Ancien Préfet des Landes, puis Trésorier-payeur-général                 |
| 2001 - 2015                    | André Faraud                          | PS                       | Enseignant Maire de Sault (2001-2014) Vice-président du conseil général |

### Juges de paix
- 1941-1945 : Joseph Armogathe[8]

## Démographie
| 1962  | 1968  | 1975  | 1982  | 1990  | 1999  | 2006  | 2011  | 2012  |
| ----- | ----- | ----- | ----- | ----- | ----- | ----- | ----- | ----- |
| 1 799 | 2 353 | 1 913 | 2 293 | 2 214 | 2 231 | 3 008 | 3 356 | 3 374 |